# Castex-d'Armagnac
Castex-d'Armagnac är en kommun i departementet Gers i regionen Occitanien i sydvästra Frankrike. Kommunen ligger i kantonen Cazaubon som tillhör arrondissementet Condom. År 2022 hade Castex-d'Armagnac 141 invånare.

## Befolkningsutveckling
Antalet invånare i kommunen Castex-d'Armagnac
Referens:INSEE